# Chaouf
C'est l'un des plus anciens quartiers populaires d'Oujda, village chaouf, c'est le village que les policiers appelaient autrefois "villages des cow boys", c'était un village difficile, marginalisé, considéré comme l'un des quartiers les plus chauds dans les années 1960, 70 et même 80. C'est un quartier qui a donné des médecins, des avocats, des juges, mais aussi des délinquants et des criminels à une grande dimension.
La volonté proclamée de faire de ce quartier d'affaires allait changer le visage de ce lieu chargé d'histoire. La gare, trop étroite, recula de 400 mètres, et sur l'emprise gagnée poussèrent la tour et un centre commercial. Cet ensemble est vivement critiqué pour son aspect daté.
Avec la spécialisation croissante des quartiers de Oujda, Chaouf est devenu à la fois un quartier de bureaux et de passage le jour, et de loisirs le soir, présentant un choix de cafés, de cinémas et de restaurants qui a peu d'égaux.
Pour retrouver les traces de village Chaouf artistique, hormis les enseignes des cafés qui cultivent plus ou moins la nostalgie, il faut être attentif. La maison de culture (dar tha9afa), où les artistes amateurs peuvent toujours peindre des modèles, ou la boutique de matériel de peinture et de bricolage Kankari (aujourd'hui transformée en boutique lawazim lkhiyata) constituent parmi les témoignages du bouillonnement créatif du quartier. Des plaques ont également été apposées sur certains immeubles pour y rappeler le nom illustre d'un de ses habitants.
Pour sauvegarder l'esprit du quartier, le Musée du bonbon ouvrit en 1998 au 21, av. les disparues de l'indépendance. Opérant avec une subvention de la ville, le musée, qui ne présente que des expositions temporaires, est géré par une association à but non lucratif, qui regroupe des amoureux du quartier et de l'Art.